# Lucius Dasumius Tuscus
Lucius Dasumius Tuscus (fl. 152) était un homme politique de l'Empire romain.

## Biographie
À priori petit-fils paternel de Publius Dasumius Rusticus.
Il fut consul sufect en 152.